# Сельский вестник
Сельский вестник (рус. дореф. Сельскій вѣстникъ) — еженедельная народная газета, издававшаяся при «Правительственном вестнике» с сентября 1881 по ноябрь 1917 года. Сначала «Сельский вестник» выходил полулистовыми номерами и почти исключительно был посвящён правительственным распоряжениям; платных подписчиков было около 5000. Позже, когда газета стала постепенно расширять свою программу, печатая главным образом статьи по вопросам крестьянского обихода, число платных подписчиков быстро возросло и достигло 70 000. Волостным правлениям «Сельский вестник» рассылался бесплатно в общем количестве 15 000 экземпляров.
С 1897 года особым приложением к «Сельскому вестнику» стали выходить книжки: «Бог помочь», в которых помещались беллетристические произведения и стихотворения русских писателей и поэтов — Пушкина, Лермонтова, Гоголя, Тургенева и др., — а также статьи по сельскому хозяйству.
Кроме того, ежегодно издавалось бесплатное приложение — «Календарь и справочная книжка», где, кроме обычных календарных сведений, помещались различные полезные советы по крестьянскому обиходу.
Обширными отделами в «Сельском вестнике» являлись: 1) сообщения из волостей, то есть отдел корреспонденций, составляемый крестьянами; в этих корреспонденциях исправлялась только орфография, сам же стиль оставался почти неприкосновенным; 2) ответы редакции на различные вопросы крестьян, преимущественно юридического характера. В 1900 году «Сельский вестник» выходил в значительно увеличенном объёме (от 1,5 до 2 листов каждый номер), а книжки «Бог помочь» — раз в месяц, по 3 листа каждая. Подписная цена на год с доставкой через волостные правления составляла 1 рубль, по почте со всеми приложениями — 1 рубль 20 копеек.
Газета прекратила своё существование с 22 ноября (5 декабря) 1917 года на основании постановления Совнаркома от 21 ноября (4 декабря) 1917 года.